# 格林鎮區 (北達科他州巴恩斯縣)
格林鎮區（英語：Green Township）是位於美國北達科他州巴恩斯縣的一個鎮區。

## 地方資料
格林鎮區的面積為92.75平方千米，當中陸地面積為91.56平方千米，而水域面積為1.19平方千米。根據2010年美國人口普查的數據，當地共有人口84人，而人口密度為每平方千米0.91人。